# Sydlig vanddrossel
Den sydlige vanddrossel (Parkesia motacilla) er en spurvefugl i familien af amerikanske sangere, som lever i det østlige Nordamerika fra det sydligste Canada og ned gennem USA, undtagen ved kystområder og i Florida. Den er en trækfugl og overvintrer i Centralamerika eller Vestindien. 
Dens tilholdssted i yngleperioden er i fugtige skovområder i nærheden af rindende vand, hvor den finder sig en redeplads i tæt vegetation. Den finder sin føde i vandet i form af insekter, bløddyr og krebsdyr.